# Juan Mari Arzak
Juan María Arzak Arratibelk, né le 31 juillet 1942 à Saint-Sébastien, est un cuisinier basque espagnol, chef et propriétaire du restaurant Arzak (en). Il est réputé comme étant l'un des plus grands maîtres de la nouvelle cuisine basque.
Juan Mari Arzak a deux filles, Marta et Elena, avec Maite Espina. Il forme sa fille Elena à prendre la relève du restaurant. Elle a gagné le Veuve Clicquot World's Best Female Chef au World's 50 Best Restaurant Awards.

## Biographie
Juan Mari Arzak naît à Saint-Sébastien. Il est l'enfant unique de Juan Ramon Arzak et de Francisca Arratibel,. Il passe sa jeunesse dans le restaurant de ses grands-parents, pris en charge par la suite par ses parents. À la mort de Juan Ramon Arzak en 1951, Francisca Arratibel s'occupe seule du restaurant jusqu'à ce que Juan Mari prenne la relève en 1966.
Arzak suit un cours d'hôtellerie à Madrid, où il confirme son grand intérêt pour la restauration. Après son service militaire obligatoire, il retourne au restaurant familial où il développe ses talents de chef cuisinier. Alors qu'il prend la direction du restaurant, ce dernier acquiert une certaine notoriété, recevant notamment 3 étoiles dans le Guide Michelin en 1989.
En 2008, Arzak reçoit le prix Universal Basque ainsi que la Médaille d'or du mérite des beaux-arts par le Ministère de l'Éducation, de la Culture et des Sports.